# 曼尼托巴省溫尼伯聖殿
曼尼托巴省溫尼伯聖殿是位于曼尼托巴省温尼伯耶稣基督后期圣徒教会的一座聖殿。

## 歷史
2011年4月2日，當時摩門教會會長多馬·孟蓀（Thomas S. Monson）在總會大會期間宣布了建造聖殿的意圖。
曼尼托巴省溫尼伯聖殿是摩門教會在加拿大建造的第九座聖殿，也是其在曼尼托巴省建造的首座聖殿。2016年12月3日，在教會聖殿部執行主任賴瑞‧威爾森長老（Larry Y. Wilson）的主持下，舉行了標誌著建設開始的奠基儀式。
2020年4月30日，教會宣布，公共開放日定於2020年10月22日至31日舉行，10月25日星期日除外。青年靈修原定於2020年11月7日舉行，預計下一個奉獻日。十二使徒定額組成員江漢文長老主持了這些活動。隨後，在2020年9月1日，由於2019冠狀病毒病大流行，聖殿的開放日和奉獻儀式被推遲，一旦政府允許大型公眾集會，將修改開放日期。該聖殿於2021年10月31日由江長老奉獻。